# 赫爾普斯 (密歇根州)
赫爾普斯（英語：Helps）是位於美國密歇根州梅諾米尼縣斯波爾丁鎮區的一個非建制地區。此地得名自英國作家亞瑟·赫爾普斯。

## 地理
赫爾普斯所處的海拔為高於海平面306米（即1004英呎），而該地所採用的時區為UTC-6，即北美中部時區（CST）。同時該地設有夏令時間，為UTC-6調快一小時，即UTC-5（CDT）。